# Gnaeus Marcius Coriolanus

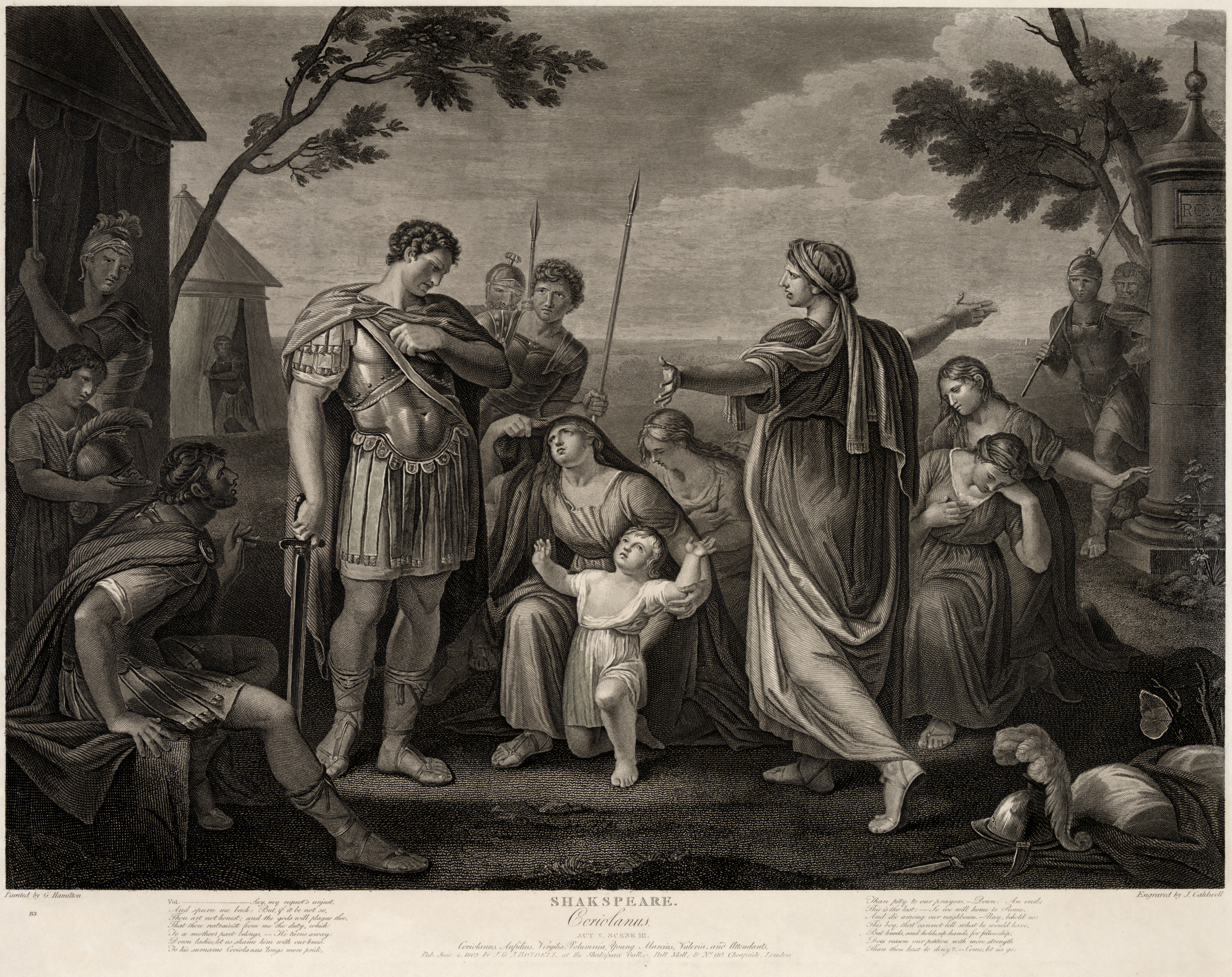
Gavin Hamilton: Coriolanus’ Frau und seine Mutter bitten ihn, Rom zu verschonen

Gnaeus Marcius Coriolanus (auch Gaius Marcius Coriolanus oder kurz Coriolan; * vor 527 v. Chr. in Rom; † um 488 v. Chr. in Antium) war der Sage nach ein römischer Held und Feldherr, dessen Stolz, Unverstand und Starrsinn zu Auseinandersetzungen mit den Plebejern führten. Er wurde aus Rom verbannt und führte daraufhin einen Krieg gegen seine eigene Heimatstadt, den er erst auf Bitten seiner Mutter abbrach.
Shakespeare lieferte mit seiner Tragödie Coriolanus die bekannteste Bearbeitung der Legende.

## Verwendung der Figur

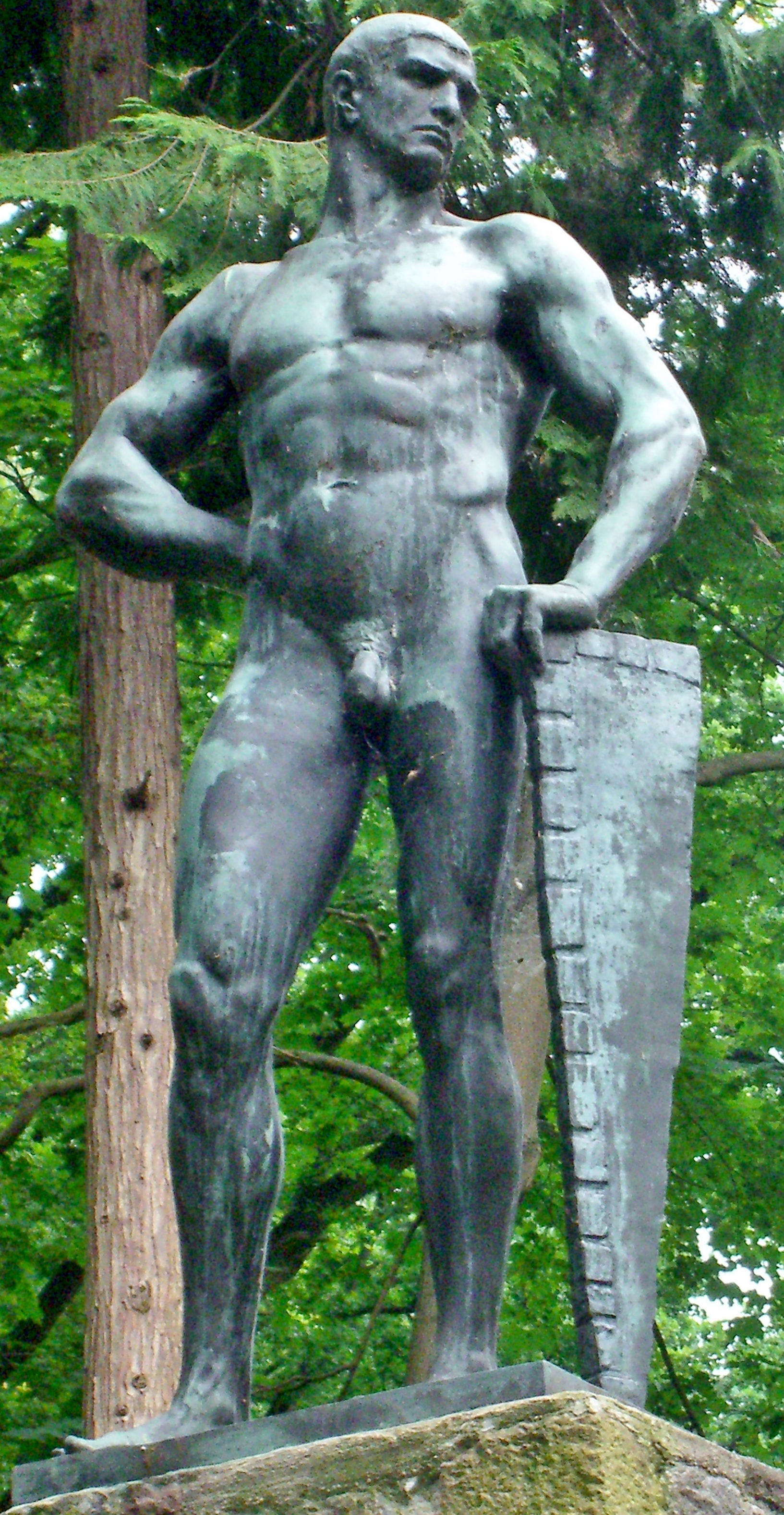
Wilhelm Wandschneider: „Coriolan“ (1903) in Plau am See